# Triumfetta obtusicornis
Triumfetta obtusicornis är en malvaväxtart som beskrevs av Thomas Archibald Sprague och Hutchinson. Triumfetta obtusicornis ingår i släktet triumfettor, och familjen malvaväxter. Inga underarter finns listade i Catalogue of Life.